# Chané Independencia
Chané Independencia – miasto w Boliwii, w departamencie Santa Cruz, w prowincji Obispo Santiesteban.